# Monte Kali (Heringen)

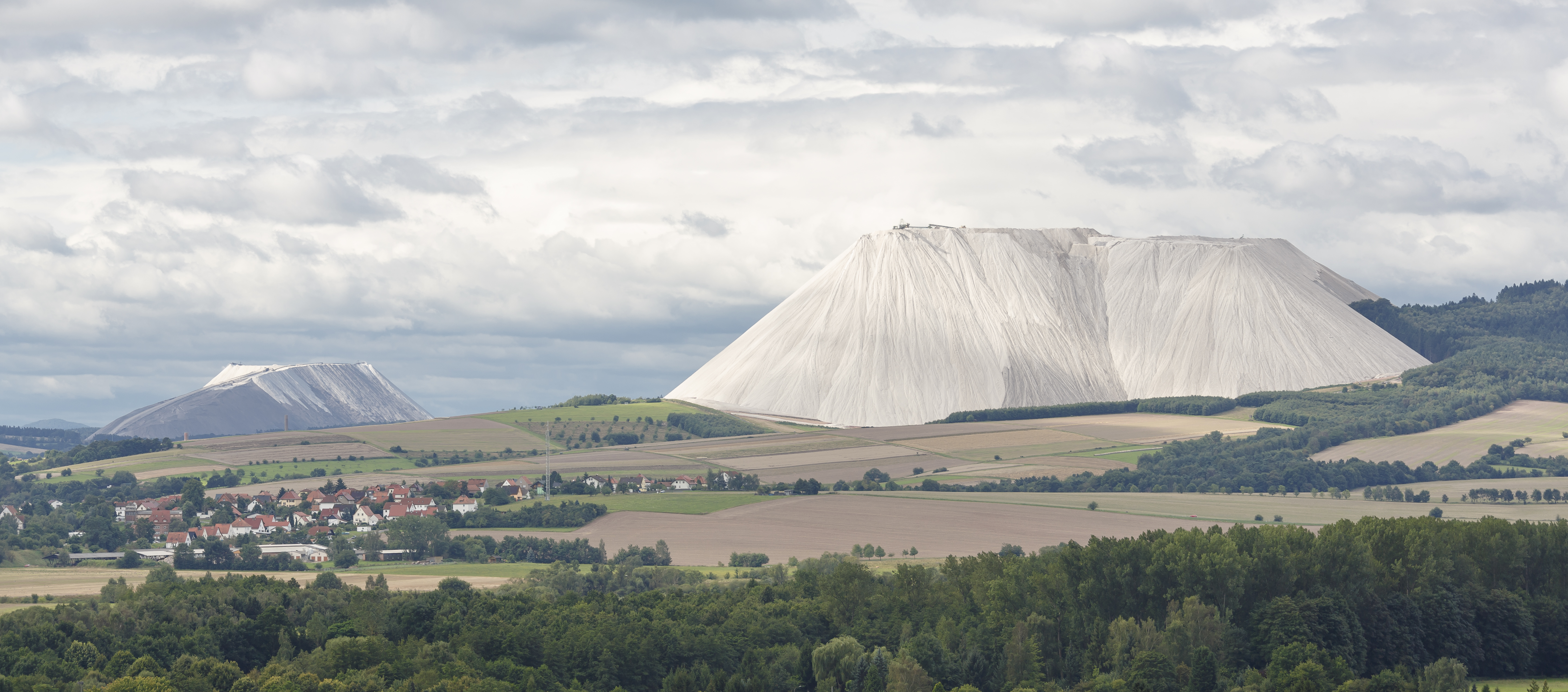
Blick von Nordosten zum Monte Kali (rechts), links hinten die Halde bei Philippsthal

Als Monte Kali oder Kalimandscharo (abgeleitet vom Kilimandscharo) wird eine sehr große Salzhalde des Kalibergbaus bezeichnet. Sie befindet sich bei Heringen (Werra) im Landkreis Hersfeld-Rotenburg nahe der hessisch-thüringischen Grenze im Kalirevier Werra, einem Bergbaurevier in Osthessen und Westthüringen. Die weithin sichtbare weiße Halde ist bis zu einer Höhe von 520 m ü. NHN genehmigt, per Höhenlinie auf amtlichen Karten erreicht sie auf jeden Fall gesichertermaßen über 505 m ü. NHN. Da sie überdies als Aussichtspunkt begangen werden kann, ist sie auch zu einer Touristenattraktion geworden.

## Daten
Die Aufschüttung der Halde begann 1973. Im Juli 2017 bedeckte der Berg eine Fläche von etwa 99 Hektar und bestand aus rund 209 Millionen Tonnen Salz. Pro Förderstunde wächst er um weitere 900 Tonnen. Kalilagerstätten sind Teil des Salinars und werden daher stets von Natriumchlorid (NaCl, Kochsalz) begleitet, wobei der Kaligehalt zwischen 20 und 35 % liegt. Bei der Aufbereitung des Rohsalzes in der Kalifabrik übertage entstehen daher mehrere Tonnen Steinsalz mit einem Kochsalzanteil von etwa 96 %. Ein 1,5 km langes Förderband transportiert das Steinsalz auf die Halde.
Die Verwertung des Salzes z. B. als Streusalz oder Lebensmittel ist aufgrund der Verunreinigungen unwirtschaftlich, da Salz aus anderen Lagerstätten mit höherer Reinheit gefördert werden kann. Andere Entsorgungswege, wie die Lösung in Oberflächenwässern oder die Verpressung in der Erde, sind entweder unwirtschaftlich oder werden bereits bis an die umweltrechtlichen Grenzen ausgereizt (vgl. Werra-Kalirevier#Umweltfolgen).

## Tourismus
Die Gegend hat den unübersehbaren Berg und seine Nachbarhalden als Attraktion entdeckt und bezeichnet sich als „Land der weißen Berge“. Es werden geführte Wanderungen auf den Berg angeboten, die jährlich etwa 5000 Besucher anziehen. Der Höhenunterschied vom Fuß des Berges bis zum Gipfelplateau beträgt knapp 200 m, der Blick vom Gipfelplateau reicht bis zum 109 km entfernten Brocken. Bergtouren ohne Führer sind verboten.

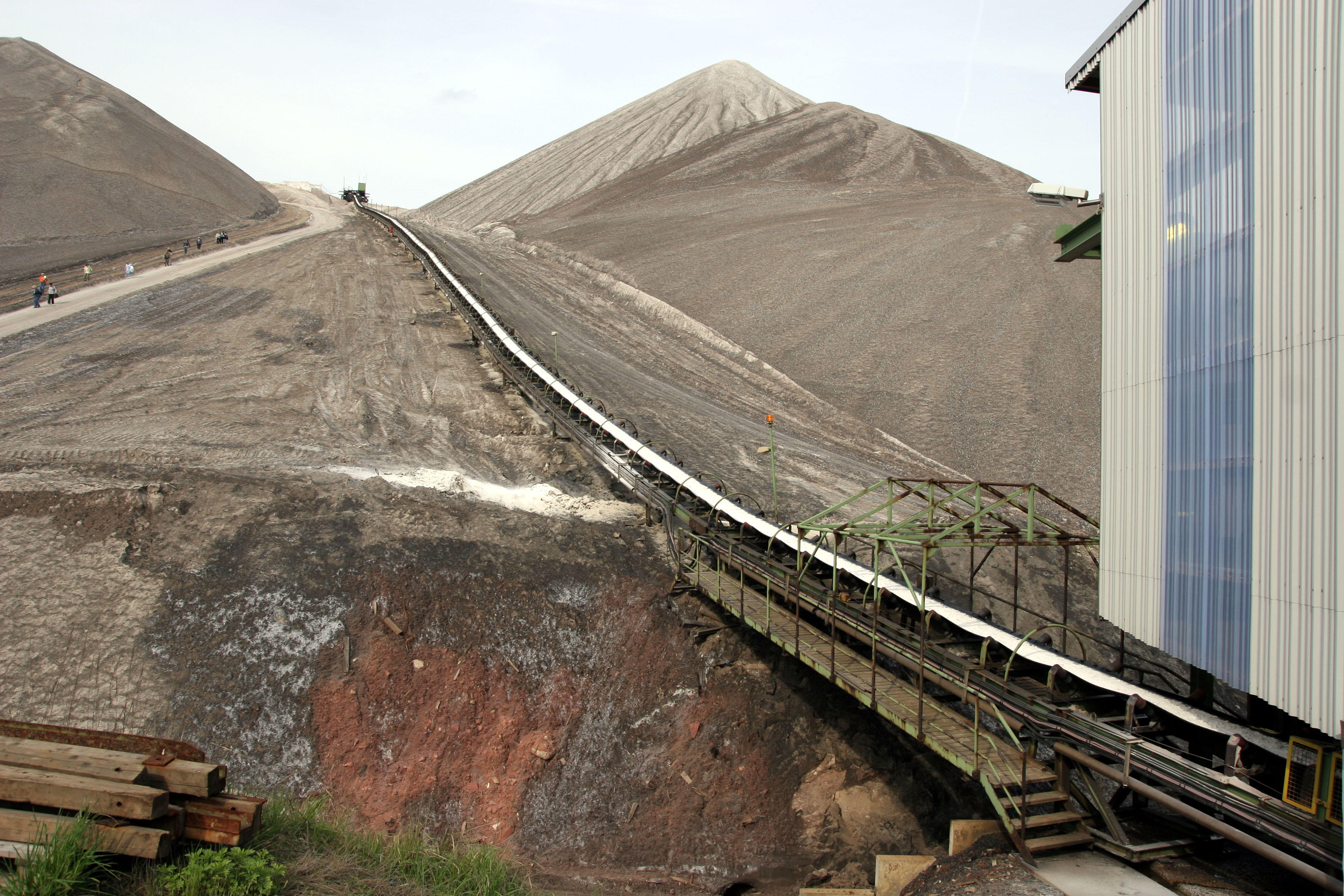
Ein Förderband transportiert das Steinsalz auf das Gipfelplateau.
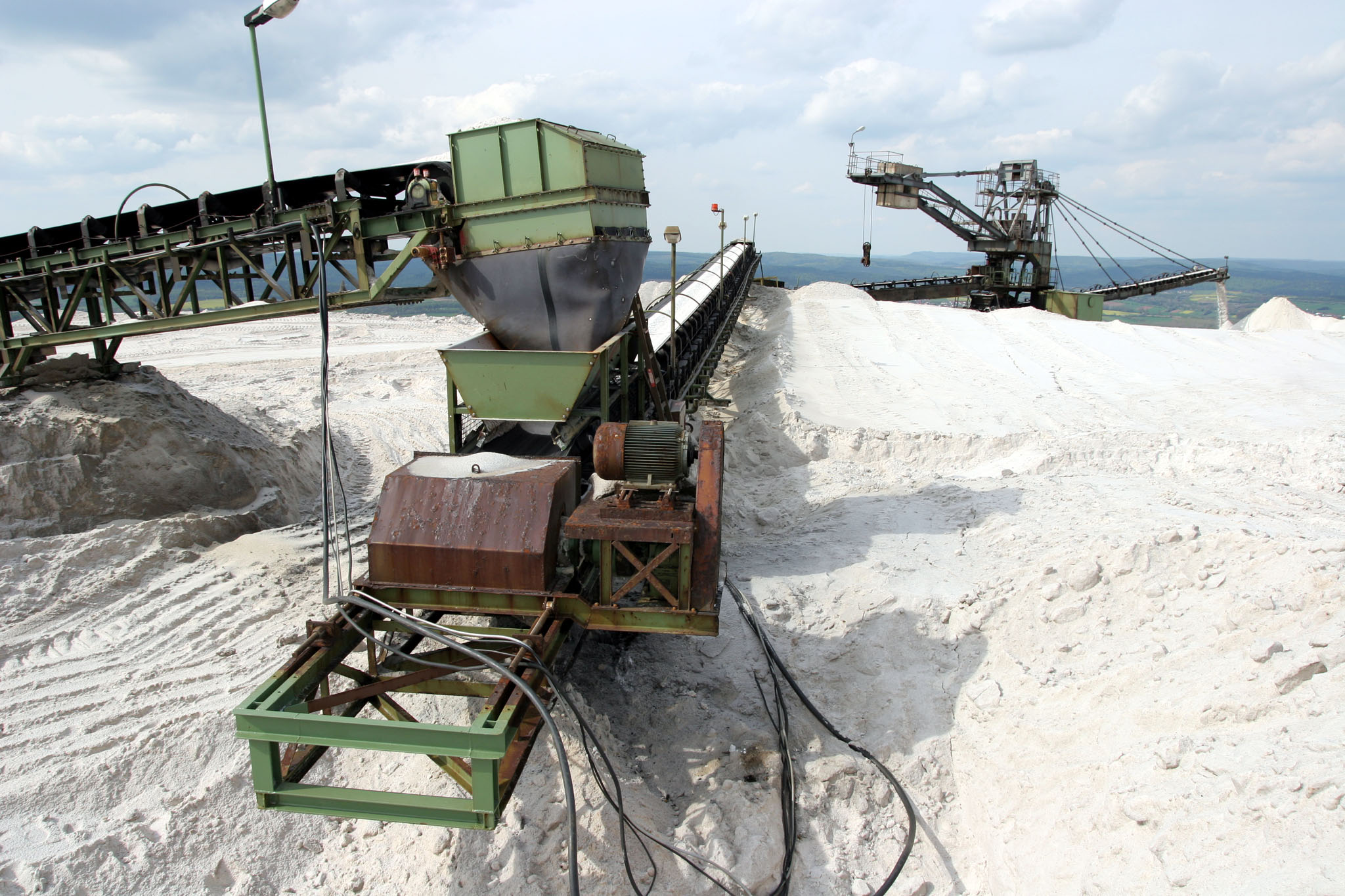
Auf dem Gipfelplateau wird das ankommende Steinsalz mit Förderbändern zu einem Absetzer transportiert.
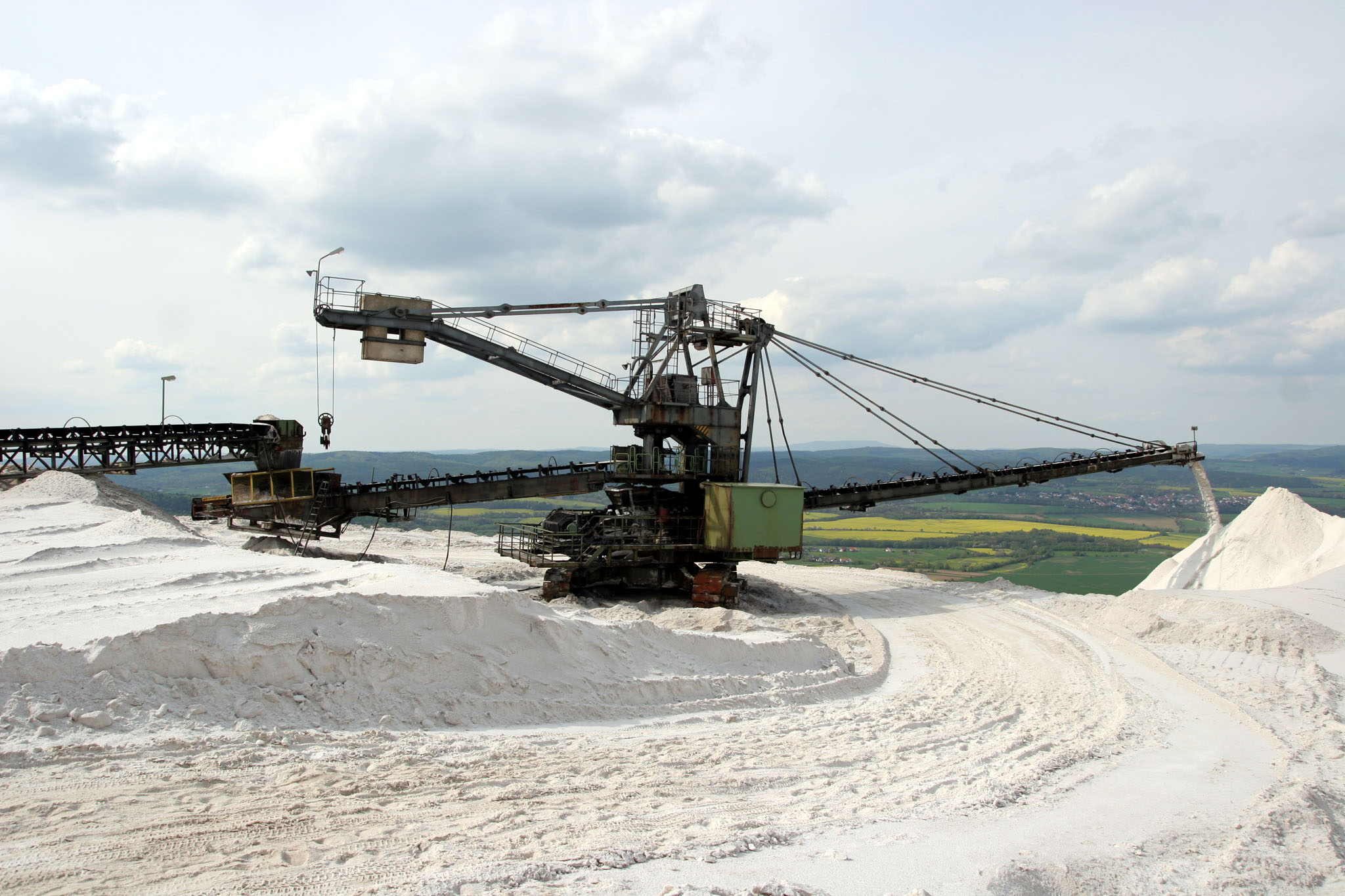
Der Absetzer deponiert das Steinsalz an eine Flanke des Berges.
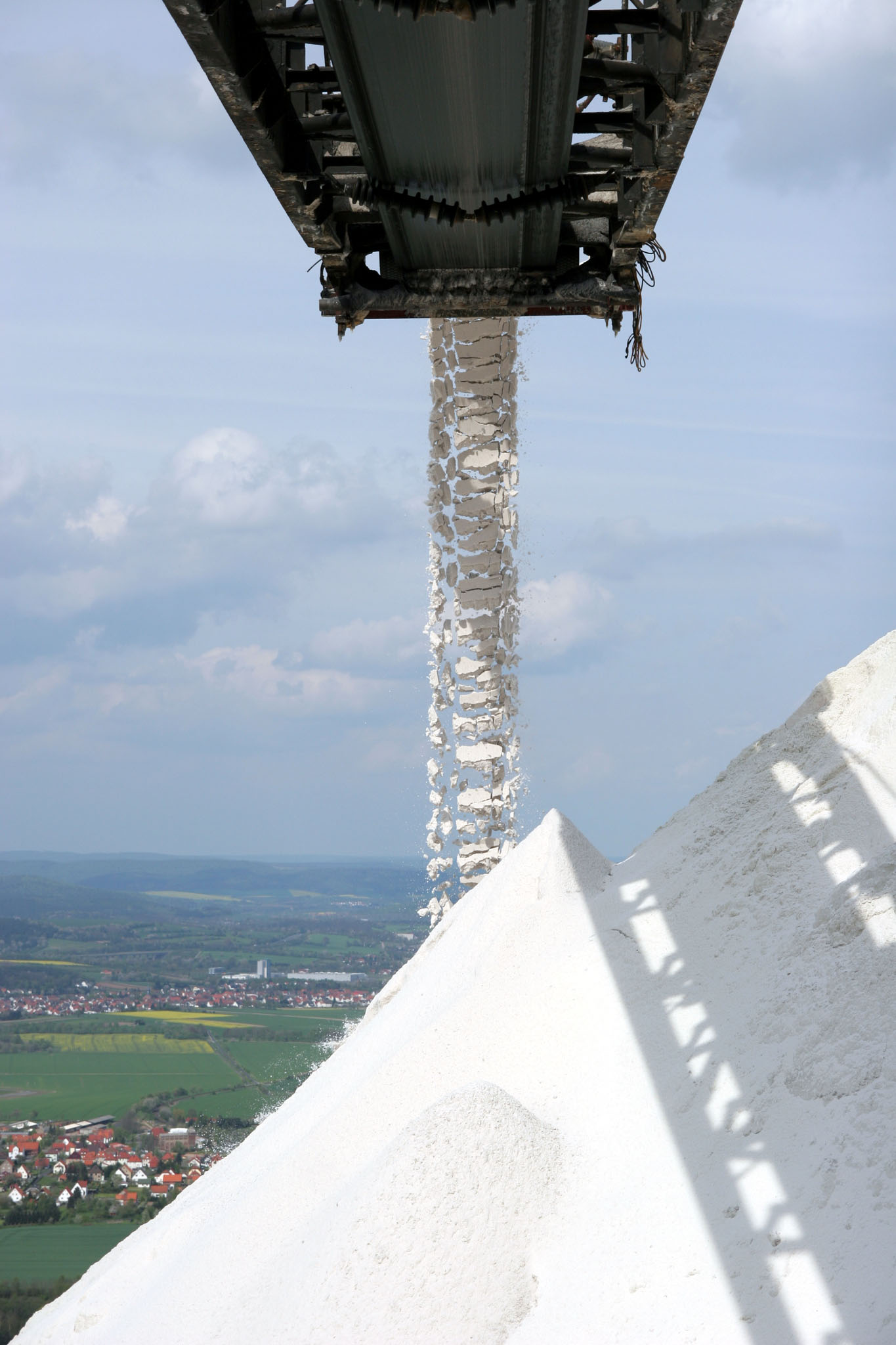
Das geförderte Steinsalz ist angefeuchtet, um die Emission von Salzstaub zu vermeiden.

## Filme
- Im Land der weißen Berge. Reise-Reportage, Deutschland, 2019, 29:21 Min., Buch: Steffi Peltzer-Büssow, Andreas Metzmacher, Moderation: Steffi Peltzer-Büssow, Kamera: Lisa Kästner, Produktion: MDR, Reihe: Unterwegs in Thüringen, Erstsendung: 6. April 2019 bei MDR-Fernsehen, Inhaltsangabe von MDR Thüringen.
- Der Monte Kali im Film. Dokumentarfilm, Deutschland, 2017, 2:20 Min., Produktion: Werra-Kalibergbau-Museum, Online-Video.
- Der giftigste Ort der Welt. Dokumentarfilm, Deutschland, 2024, 32:41 Min., Produktion: Simplicissimus, YouTube-Video.

## Siehe außerdem
- Erlebnisbergwerk Merkers, ein Schaubergwerk
- Abraumhalde bei Tagebauen